# ソニック ロストワールド
『ソニック ロストワールド』（Sonic Lost World）は、2013年10月24日にセガから発売されたアクションゲーム。ソニックシリーズの一作。対応機種はWii Uとニンテンドー3DS。2015年11月2日にはWii U版の移植として、SteamによるPC版のダウンロード販売が行われた。

## ゲームシステム
本作では、新しい試みがいくつか行われており、その例として360度のチューブ状の地面や球体の地形のステージの導入、パルクールアクションの追加などが挙げられる。『ソニック カラーズ』や『ソニック ジェネレーションズ』に登場したカラーパワーも引き続き登場し、今作では登場しないウィスプもいるが、新しいウィスプもいくつか登場している。
世界観やステージデザインはメガドライブ時代のソニックシリーズをモチーフとしており、『NiGHTS』や『ジャイアントエッグ』などといった、かつてソニックチームが手がけて来たゲーム作品の要素も本作に盛り込まれている。
Wii U版はゲームパッド単体でのプレイや、Miiverseによるアイテム共有、テレビ画面とゲームパッドの画面を使用した2人ローカル対戦・協力プレイに対応し、ゲームパッドを生かした直感的な操作でカラーパワーを使用する事が出来る。ニンテンドー3DS版は携帯機で初めて本格的な3Dフィールドを実現し、Wii U版同様の協力プレイや1つのカセットでのダウンロード対戦、オンラインによる4人対戦にも対応している。イベントにはWii U・PC版と同じムービーが使用されているが、いくつかのムービーは未収録となっているほか、六鬼衆が反旗を翻すシーンの一部でカメラワークが異なっている。
その後Wii U版の更新データ（ver.3.0.0）が配信された。ゲームの不具合が修正されている他、残りチャレンジ数の初期値の変更や一部のカラーパワーがスティックの操作に対応するなど、ゲームバランスにも調整が加えられている。
Windows PC版の内容はWii U版とほぼ同一であり、PCでも操作ができるよう画面が最適化され、実績機能に対応している。2Pプレイは非対応。

### 基本アクション
ダッシュ
トリガーボタンを押している間ソニックがダッシュ走行を行う。ダッシュ中は『ソニック・ザ・ヘッジホッグCD』のように足が8の字になり、Wii U・PC版ではスティックには触れずにトリガーボタンを押し続けると、その場でダッシュの体勢に入る。
スピンダッシュ
ソニックがその場で丸まり、チャージ後にボタンを離すとスピンダッシュを行う。スピンダッシュ後に再度ボタンを押す事でスピンダッシュを継続する事が可能。Wii U・PC版はジャンプボタンを連打する事でチャージを短時間で溜められるが、スピンダッシュ中に二段ジャンプを行うと強制解除される。
パルクール
ダッシュ状態のまま壁や段差にぶつかると、立ち止まらずにパルクール走行を行う。壁をパルクール走行するとWii U・PC版では放物線を描くように、ニンテンドー3DS版では直線的に進むが、徐々に減速するのでスピンダッシュを行って再加速するか、別の壁に飛び移らなくてはならない。
三角飛び
壁に張り付いた後にジャンプボタンを押す事で三角飛びをする。
連続ホーミングアタック
複数の敵にロックオンする事で、一度のホーミングアタックで連続して敵を倒すことができる。Wii U・PC版は一度に最大6つ、ニンテンドー3DS版は一部を除いて最大3つまでロックオンする。
貫通ホーミングアタック
巨大な敵などにロックオンカーソルを重ねる事で、通常のホーミングアタックよりも大きなダメージを与えられる。
バウンドアタック
ソニックが垂直方向へ地面に高速落下し、その反動で高く飛び跳ねる。敵を倒すことにも利用出来るが、連続してバウンドすることでより高い足場へ登る事も出来る。
グラインド
Wii U・PC版はレールの色によって速度が変わるが、ニンテンドー3DS版はダッシュボタンとスティックを倒す事で速度を変更でき、さらに『ソニック・ザ・ヘッジホッグ(2006)』や『ソニック ジェネレーションズ 白の時空』と同じく、レールに向かってホーミングアタックが行える。
キック
Wii U・PC版のみのアクション。ホーミングアタックでは倒せない敵を倒したり、キックした敵をボールのようにして、遠くの敵を倒す事にも使用する。
前転
Wii U・PC版のみのアクション。速度は遅いものの、沼地などの上でも足を捕われずにスムーズに進む。
サマーソルト
ニンテンドー3DS版のみのアクション。足から衝撃波を飛ばして相手を気絶させ、敵をより倒しやすい方向へ持っていく事が可能。

### カラーパワー
『ソニック カラーズ』や『ソニック ジェネレーションズ』で登場した能力で、ソニックがウィスプの力を借りる事で発動する。カラーパワーを使用する際のボイスは同じく立木文彦が担当し、従来のカラーパワーのBGMは新たに作り直された。
今作ではストーリーにまったく関わっていないため、ウィスプ達が何故ロストヘックスにいるのかは本作では明らかにされていなかったが、飯塚はカラーパワーは今後アイテムの1つのように登場させる事を4Gamer.netとのインタビュー内で示唆しており、『ソニック ランナーズ』ではソニック達の星を気に入り、一部のウィスプは帰らずに残っていた事が明かされた。

#### Wii U・PC版 / ニンテンドー3DS版共通
シアン・レーザー
シアンウィスプの力でレーザーに変身する。通常は一直線に進むが、壁やプリズムに当たる事で反射する。Wii U・PC版ではゲームパッドの画面をスライドする事で操作を行うが、スティックとボタンでの操作も可能になっている。
イエロー・ドリル
イエローウィスプの力でドリルに変身し、海中では3D視点で進む事が可能。Wii U・PC版ではゲームパッドの画面をスライドする事で操作を行うが、シアン・レーザーと同様にスティックとボタンでの操作も可能。また、一部の場所では地表に出ても解除される事はない。
インディゴ・アステロイド
今作初登場のカラーパワー。インディゴウィスプの力で土星のような姿に変身し、障害物や敵をデブリへと変える。Wii U・PC版は更新データのインストール後、スティックでも操作が可能。

#### Wii U・PC版のカラーパワー
クリムゾン・イーグル
今作初登場のカラーパワー。クリムゾンウィスプの力で鳥のような姿に変身する。ボタンを押す事でダッシュ飛行が可能だが、カラーパワーゲージを消費する。更新データのインストール後、スティックでも操作が可能。
オレンジ・ロケット
オレンジウィスプの力でロケットに変身し、ゲームパッドのジャイロ操作で進みたい方向を指定する。更新データのインストール後、スティックで照準を合わせる事が可能。
マゼンタ・リズム
今作初登場のカラーパワー。マゼンタウィスプの力で音符に変身し、タッチした場所へ向かって進む。ゲームパッドに表示されている音符をタイミングよくタッチし続けるとリングを獲得出来る。
グリーン・ホバー
グリーンウィスプの力でホバーに変身する。通常はゆっくりと飛行するが、並んだリングに乗ればライトダッシュのような高速移動が行える。
ブラック・ボム
今作初登場のカラーパワーで、Miiverseを利用や追加ステージ、一部のミッションをクリアする事でブラックウィスプの入手が可能。ランクが設定されており、ランクが大きければ大きいほど巨大な爆弾となり、破壊力が増す。更新データのインストール後、スティックでも操作が可能。

#### ニンテンドー3DS版のカラーパワー
アイボリー・ライトニング
今作初登場のカラーパワー。アイボリーウィスプの力で稲妻のような姿へと変身し、電気を使う仕掛けを起動したり、特定の仕掛けを利用する事でロープアクションのように移動する。
グレイ・クエイク
今作初登場のカラーパワー。グレイウィスプの力で鉄球に変身し、ニンテンドー3DSのジャイロ操作で移動する。特定の壁を破壊する事や、空中から落下すると衝撃波を発し、その衝撃で大型のスイッチを押す事が可能。
レッド・バースト
レッドウィスプの力で炎に変身し、チャージをしてからボタンを放つと大爆発を起こす。タイミングよくボタンを押す事で、空中を素早く移動する。

## ストーリー
島の小動物達がエッグマンによってさらわれてしまい、ソニックとテイルスはトルネード号に乗ってエッグマン達を追いかけるが、彼の攻撃によってトルネード号が操縦不能に陥ってしまう。何とか機体を持ち直し雲を抜けたその先には、幻の大陸と呼ばれている「ロストヘックス」が浮かんでいた。

## 登場キャラクター
ソニック・ザ・ヘッジホッグ
声 - 金丸淳一
本作の主人公である史上最速のハリネズミ。さらわれた小動物達を救う為にエッグマン達と奮闘するが、彼の攻撃によってテイルスと共にロストヘックスへと不時着する。劇中、誤って六鬼衆の弱点であるホラ貝を蹴り飛ばしてしまい、六鬼衆の反逆を後押ししてしまう。
マイルス "テイルス" パウアー
声 - 広橋涼
2本の尻尾を持った心優しい子ギツネで、ソニックと共にロストヘックスへと不時着する。六鬼衆の襲撃後、事の成り行きでエッグマン達と共に行動するもテイルス本人は快く思っておらず、ソニックに頼られたいという思いやメカニックとしてのプライドから、度々エッグマンと衝突する。また今作では尻尾を手のように器用に操れる事が判明した。
Wii U版の2P協力プレイではラジコンを操作してソニックのサポートを行い、サーカスミニゲームでは球として使用する事が可能。ニンテンドー3DS版ではテイルスラボを構え、マテリアルを利用して様々なアイテムやラジコンなどを生産でき、ラボを改築すると種類やバリエーションが増える。
エミー・ローズ
声 - 川田妙子
ソニックの事が大好きな女の子。『ソニック カラーズ』でテイルスが使用していたものと同じ通信機を所持しており、ソニック達と連絡を取り合いながら小動物達の救助に協力している。
ナックルズ・ザ・エキドゥナ
声 - 神奈延年
ソニックとは喧嘩友達のハリモグラ。エミーと共に行動し、小動物達の救助に協力する。
ドクター・エッグマン
声 - 大塚周夫
自称悪の天才科学者。打倒ソニックと世界征服の為に小動物達をさらっており、（未完成ではあるが）惑星の生命エネルギーを奪う装置を発明した事で、そのエネルギーを利用した究極兵器の完成を目論む。
ロストヘックスで出会った六鬼衆達の弱点を掴み「エッグマン六鬼衆」として使役するも後に反乱を受け裏切られてしまい、自分の発明を取り戻すために不本意ながらソニック達と行動を共にし、六鬼衆に対して共同戦線を張る事になった。
オーボット
声 - 岩田光央
『ソニック カラーズ』から登場している、エッグマンの側近である赤い球体型のロボット。今作でも自分達の事をこき使うエッグマンに対する態度は変わっておらず、劇中ではソニックとテイルスの仲を羨ましがる描写がある。Wii U・PC版のサーカスミニゲームでは球として使用する事が可能。
キューボット
声 - 高木渉
『ソニック カラーズ』から登場している、エッグマンの側近である黄色い立方体型のロボット。六鬼衆の襲撃の際に頭部だけの姿になってしまい、後に念のためオーボットの体に頭部を取り付けられた。『ソニック カラーズ』に比べてセリフが比較的まともになり、語尾に「〜ッス」を付けて話し、エッグマンを「ボス」と呼ぶ。Wii U・PC版のサーカスミニゲームでは球として使用する事が可能。
オモチャオ
声 - なし
後述するラジコンの一つとしても登場するが、オモチャオ本人はWii U・PC版のみ登場。話しかけるとミッションを受けられるようになり、ミッションをクリアすると様々なアイテムやラジコンなどがもらえる。
ヤッカー
声 - なし
『ソニック カラーズ』に登場したホワイトウィスプ。Wii U版でのみMiiverseを利用している時に登場し、話しかける事で放流したアイテムの様子を知る事ができる。

### 六鬼衆（エッグマン六鬼衆）
ロストヘックスに住むゼティと呼ばれる戦闘民族であり、ザボックを中心に6人で構成されている。それぞれ特徴的な姿をしているが、角や尻尾が生えている事と、名前を英語表記にすると全てZが含まれている部分が共通している。
偶然エッグマンに弱点を握られた事で、当初は「エッグマン六鬼衆」として従っていたが、彼の横暴な態度に不満を募らせ、ある事を境に反旗を翻す。六鬼衆には磁場を狂わせる能力が備わっているため、（オーボット、キューボットを除く）エッグマンのロボット達を操り、エッグマンやソニック達に攻撃を仕掛ける。反逆後は先述のエッグマンの装置から吸い取った惑星の生命エネルギーを、自らのパワーアップのために利用する。尚、六鬼衆達はかつて眠っていたそうだが、その詳細は語られていない。
飯塚曰く六鬼衆は日本の鬼がモチーフになっているとの事で、「動物でも機械でもない」という。海外では「Deadly Six」という名称だが、当初は「ONI」という名称にしようとしていた事を4Gamerのインタビューで語っている。
ザボック
声 - 中田譲治
六鬼衆のリーダーであり、師のマスタージークもその強さを認める実力者。戦闘能力が高いだけではなく頭脳明晰な一面も持ち合わせ、常に強い相手を探している。エッグマンから与えられた「エッグドラゴン」を使い、スカイロードでソニックと対峙する。Wii U・PC版のラバーマウンテンでは最後に巨大化し、口から火球や光線を吐きながらソニックに襲いかかる。
「マリオ&ソニック AT リオオリンピック」では選手キャラクターの一人として登場した。
ザズ
声 - 青山穣
六鬼衆の中でも戦闘が好きな戦闘狂。六鬼衆の中では最初に戦う相手となり、エッグマンから与えられた「エッグムーン」を武器にウィンディヒルでソニックと対峙する。尚、Wii U版のムービーではマスタージークを「師匠」と呼ぶシーンがある。
ソーシャルゲーム『ソニック ランナーズ』の2015年10月6日から10月13日まで開催されたイベントでは本作の後日談が語られ、ソニックに敗れた後、復讐の機会を待ち続けていた事を明かしている。
「マリオ&ソニック AT リオオリンピック」では選手キャラクターの一人として登場した。
ゾモン
声 - 茶風林
六鬼衆の大食漢で、その体躯を生かして破壊工作を担当する。常に何かを食べており、食べ物だけではなくソニックすらも食べようとするほどの満たされない食欲の持ち主。エッグマンから与えられた人面岩型のロボットを使い、デザートルーインズでソニックと対峙する。
マスタージーク
声 - 麦人
六鬼衆の最年長。かつてはゼティの中でも最強の戦士で、本人によれば盆栽が趣味であるとの事。年齢による衰えの為に隠居生活を送っていたが、弟子のザボックを最強の戦士に鍛え上げる為に指導を行う。エッグマンが作り上げたフルーツ型のメカと自身の念動力を使い、トロピカルコーストでソニックと対峙する。
ジーナ
声 - 冬馬由美
六鬼衆の紅一点。マイペースで冷めた性格ながらも業務を完璧にこなすザボックの秘書的な存在で、プライベートの時間を削られたり邪魔をされる事を嫌う。エッグマンから与えられた雪だるま型のロボットを使い、フローズンファクトリーでソニックと対峙する。
ゾア
声 - 泰勇気
六鬼衆の諜報員であるが、自分の事を在りし日のマスタージークと同等の存在と思い込んでおり、六鬼衆のメンバーからも呆れられている。ミュージカルのような独特の言い回しを好み、ソニックの事を「蒼（あお）き者」、エッグマンを「卵男爵」と呼ぶ。エッグマンから与えられたフクロウ型の偵察ロボットやコウモリを使い、サイレントフォレストでソニックと対峙する。

## ステージ
『ソニック・ザ・ヘッジホッグCD』と同様に、今作の各ステージは「Act（アクト）」ではなく「Zone（ゾーン）」と表記され、1つのエリアマップには基本的にWii U・PC版は4つのゾーン、ニンテンドー3DS版はラバーマウンテンを除き3つのゾーンとボスステージで構成され、同じエリアマップでもゾーンごとに全く異なるスタイルに仕上がっている
Wii U・PC版では他にもサーカスミニゲームや、特定の条件で出現するミニゾーンといった寄り道要素があり、一部ゾーンはある程度小動物を救出しないと出現しない。また対戦モードではフィールドの構成やカメラワークが異なっている。
ニンテンドー3DS版でも特定の条件を満たすとエクストラゾーンが出現する他、ストーリーをクリアすると、ハードモードが解禁される。
ハードゾーンは、ゾーン内にリングがほとんど出現しない、敵や一部の障害物の変更や新たなフィールドの追加など、難易度が非常に高い。
ウィンディヒル（Windy Hill）
ロストヘックスの放牧的な平原地帯。全体的に『初代ソニック・ザ・ヘッジホッグ』のグリーンヒルに似ており、地下には広大な洞窟が広がる。
『大乱闘スマッシュブラザーズ for Wii U』では対戦ステージとして登場した。
デザートルーインズ（Desert Ruins）
ピラミッドや遺跡が点在する広大な砂漠で、巨大なミミズ生物が生息する危険地帯。Wii U・PC版にはその上空に巨大なハチの巣やスイーツ（デザート）が浮遊しているエリアがある。
トロピカルコースト（Tropical Coast）
ロストヘックスに広がる常夏の熱帯地帯。チューブ状の地面にも海が広がっている特殊な地形で構成され、様々な巨大フルーツが自生する。
フローズンファクトリー（Frozen Factory）
雪原地帯に建造されたエッグマンの秘密基地。Wii U・PC版では氷上でトリガーボタンを押すとスケート走行になる。
サイレントフォレスト（Silent Forest）
ジャングルに建造されたエッグマンの前線基地。深部には古代遺跡が広がっている。
スカイロード（Sky Road）
ロストヘックス上空に浮かぶ雲の世界。Wii U・PC版とニンテンドー3DS版では雰囲気がかなり異なる。
ラバーマウンテン（Lava Mountain）
ロストヘックスの火山地帯で、深部にはエッグマンの要塞が建てられており、六鬼衆が待ち構える。
ヒドゥンワールド（Hidden World）
ラバーマウンテンのクリア後、Wii U・PC版のみ行く事が可能なステージ。摩訶不思議な空間が広がり、ミニゲーム集に近い。
スペシャルステージ（Special Stage）
ニンテンドー3DS版のみ、リング50枚を持ってゴールへ到達するとスペシャルステージへ行く事が可能。制限時間内にニンテンドー3DSのジャイロ操作でソニックを動かしオーブを全て集めると、カオスエメラルドを入手出来る。

### 追加ステージ
Wii U版の追加ダウンロードコンテンツで、ニンテンドーeショップから全て無料で配信されている。全3種類。
PC版では「ナイトメア」のみ最初から同梱され、任天堂とのコラボレーションステージは削除されている。
これらのステージは常に出現しているわけではなく、一度クリアすると消滅し、他のステージをクリアすると再出現する。
ナイトメア（Nightmare）
2013年10月24日より配信開始（PC版では本ステージのみ初期状態で同梱）。ソニックシリーズの生みの親である中裕司と大島直人が手掛けた『NiGHTS』の世界観や敵をモチーフにしたゾーンで、ウインディヒルをモチーフとした夢の世界ナイトピアと、六鬼衆と『NiGHTS into Dreams...』に登場したセカンドレベルナイトメアン達と戦う悪夢の世界ナイトメアを行き来する、所謂ボスラッシュ的な内容となる。リアラがパラループで開けた空間の穴にソニックが飛び込むことでナイトメアに移動するなど、同シリーズをモチーフとした演出も多い。主人公のナイツも終盤部分で登場。BGMやSEはWii用ソフト『ナイツ 〜星降る夜の物語〜』のものが使用されている。また、ナイツ、リアラ、ワイズマン、ナイトピアンのデザインも同作をベースとしたものになっている。
ヨッシーアイランドZone（Yoshi's Island Zone）
2013年12月19日より配信開始。任天堂の『ヨッシーアイランド』をモチーフにしたゾーンだが、ステージデザインは『ヨッシーストーリー』が元になっている。
他にもリングがコインに、レッドスターリングはスペシャルフラワー、敵はヘイホーとパックンフラワーへと変更され、ヨッシー本人（声 - 戸高一生）もタマゴをゴールに持ち帰ると登場する。
ゼルダの伝説Zone（The Legend Of Zelda Zone）
2014年3月28日より配信開始。任天堂の『ゼルダの伝説』シリーズの世界と要素をモチーフにしたゾーン。前半はハイラル平原、後半はドドンゴの洞窟を謎解きしながら進んで行く。
このゾーンに限りリング制ではなくハート制になり、ソニック自身もリンクの衣装を着用する。またハートの器やルピーを集める要素や、デクナッツやスタルベビーなどのシリーズでおなじみの敵が登場する他、『スカイウォードソード』のリンクとロフトバードがゲスト出演している。

## 開発
360度の地形やポップなステージデザインから、デビュートレーラーを公開した当初は任天堂の『スーパーマリオギャラクシー』との類似性を指摘する声があがっていた。この事にプロデューサーの飯塚隆は海外メディアのインタビューで、「ステージのチューンナップに差し掛かった時に、フィールドの雰囲気が『マリオギャラクシー』に近い事に気がついた」と明かしている。
また本作のソニックは通常の走行が遅くなっているが、これは最近のシリーズ作品におけるソニックのスピードが速すぎて難しいという意見を反映させたもので、初心者でも安心してプレイ出来るように心がけられている。だがトリガーボタンを入力したりスピンダッシュを行う事で、これまでのシリーズに近いスピードを出す事も可能である。また、Wii U版はシンプルなグラフィックにした事で過去作でのリングや敵が時折見えにくくなる問題を解消し、グラフィック処理も軽減され60フレームを実現した。

## 販売形態
2013年10月9日にはニンテンドーeショップからWii U版・ニンテンドー3DS版と共に体験版が配信され、体験版で手に入れたアイテムやスコアはそのまま製品版への引き継ぎが可能。
インターネット通販サイト『エビテン』では、本作とトートバッグ、手書きソニックマグカップが同梱されたDXパックが販売され、ニンテンドー3DSLLのオリジナルカバーケースやスペシャルセレクションCDなどが入った「キャラクターケースセット」、ソニックとテイルスがモチーフなっているイヤホンジャックやイヤホンがセットの「キャラクターイヤホンセット」も発売日と同日の10月24日から数量限定で販売された。
PC版の予約特典として、『ソニック&オールスターレーシング TRANSFORMED』の無料ダウンロードが付属。

## 音楽
今作のサウンドディレクターは概要の通り、『ソニック・ザ・ヘッジホッグ(2006)』や『ソニック ワールドアドベンチャー』などでサウンドプロデュースを手がけた大谷智哉であり、サウンドプロデュースは彼の他、江口貴勅と幡谷尚史が担当した。交響楽が多くイベントミュージックのパフォーマンスのために、ソニックロストワールドセッション交響楽団を新たに構成している。
大谷は、本作の音楽について「背景のモチーフや、プレイするときの感覚を音楽でわかりやすく表現することを重視した結果、カジュアルで軽快な音楽が出来上がった」とソニックチャンネルのブログの中で振り返っている。
また、今作のメインテーマは存在するも、「アクションゲームを楽しんでもらうための音楽、というところに本気で取り組んだ」という大谷の意向により、近年の作品のようなボーカル曲は採用されていないと答えていたが、後年の『ソニックフォース』のインタビューにより、海外チームからの要請でボーカル曲の使用を禁止されていたことを明らかにしている。